# Сан Ђулијано (Пјаченца)
Сан Ђулијано је насеље у Италији у округу Пјаченца, региону Емилија-Ромања.
Према процени из 2011. у насељу је живело 529 становника. Насеље се налази на надморској висини од 38 м.